# Casa Benkő din Cluj-Napoca
Casa Benkő este o clădire istorică din Cluj-Napoca, construită în anul 1904 pe strada Horea nr. 23 (în trecut strada Franz Joseph), lângă Sinagoga Neologă, în stil eclectic (cu pronunțate elemente de stil neogotic). Aici a funcționat școala evreiască primară a comunității de rit neolog.
În prezent în clădire se află grădinița „Cu Parfum de Tei”.